# George Zweig
George Zweig, ameriški fizik in nevrobiolog, * 30. maj 1937, Moskva, Rusija (tedaj Sovjetska zveza).

## Življenje in delo
Zweig je diplomiral iz matematike leta 1959 na Univerzi Michigana v Ann Arborju. Bil je Feynmanov podiplomski študent na Kalifornijskem tehnološkem inštitutu (Caltech), kjer je doktoriral leta 1963.
Leta 1964 je neodvisno od Gell-Manna in Ne'emana po temeljiti analizi eksperimentalnih podatkov o znanih osnovnih delcih napovedal obstoj kvarkov. Nekateri so mnenja, da bi si za to, kakor Gell-Mann, zaslužil Nobelovo nagrado za fiziko. Delal je tudi na tajnih projektih orožij za Ameriško ministrstvo obrambe. Nekaj časa je delal tudi v CERN-u.
Do 1970-ih let je Zweig kot profesor teorijske fizike na Caltechu raziskoval v fiziki osnovnih delcev, kasneje pa se je leta 1971 usmeril na področje biofizike in nevrobiologije, ter se še posebej ukvarjal z zvokom in s sluhom. Leta 1975 je pri raziskovanju porazdelitve zvoka v možganih odkril posebno zvezno transformacijo valovanja. Razvil je tudi dinamični model slušnega polža, ki je predpostavljal, da uho za poslušanje proizvaja poseben zvok, kar so tudi potrdili s preskusi.
Leta 1981 je prešel v Narodni laboratorij (Los Alamos National Laboratory) v Los Alamosu.
Nacionalna akademija znanosti ZDA (National Academy of Sciences) ga je leta 1996 izbrala za svojega člana.